# Altos
Altos (aparținând PI) este un oraș în Brazilia.